# Is Marriage the Bunk?
Is Marriage the Bunk? est un film muet américain réalisé par Leo McCarey et sorti en 1925.

## Synopsis
Jimmy Jump essaie d'impressionner sa belle famille en ressemblant davantage à son riche beau-frère.

## Fiche technique
- Réalisation : Leo McCarey
- Production : Hal Roach
- Durée : 10 minutes
- Date de sortie :
  - États-Unis : 29 mars 1925

## Distribution
- Charley Chase : Jimmy Jump
- Katherine Grant : Sappie, la femme de Jimmy
- Evelyn Burns : Mme Romaine Dressing
- Rolfe Sedan : le beau-frère de Jimmy
- William Gillespie
- George Rowe
- Marie Mosquini
- Sammy Brooks
- Frank Terry
- Charley Young